# Douigny
La Douigny est un département gabonais situé au nord de la province de la Nyanga.

## Étymologie
Douigny tire son nom de la rivière Douigny.

## Composition
Avec 7 374 habitants en 2003, il est composé de la commune de Moabi (3 313 habitants), du canton Douami-Mouemb (726 habitants), du canton Doubandzi (1 262 habitants) et du canton Migamba-Yara (2 073 habitants). 
Il accueille trois principales ethnies : les Punu, les Vungu et les Tsogo. La langue la plus pratiquée est le yipunu.
C'est le département d’origine du célèbre chef coutumier et chef de guerre Punu Mavouroulou, alias Nyonde Makite,.